# بیلی ۳۱۱۵
سیارک ۳۱۱۵ (به انگلیسی: 3115 Baily، نامگذاری:1981PL) سه هزار و صد و پانزدهمین سیارک کشف شده‌است که در ۳ اوت ۱۹۸۱ کشف شد.
قدر مطلق سیارک برابر ۱۱٫۳۰ است.